# Ondatra pižmová
Ondatra pižmová (Ondatra zibethicus) je savec z čeledi křečkovitých. Do Evropy byl zavlečen ze Severní Ameriky počátkem 20. století. Jedná se o vodního savce, který obývá řeky, jezera i rybníky na celém území České republiky, kromě nejvyšších pohoří.

## Stavba těla
Je velká přibližně 30 cm, může ale dorůstat mnohem větších rozměrů. Na hřbetu je hnědá, zespoda šedá. Ocas je dlouhý, lysý a ze stran zploštělý, používaný při plování jako kormidlo. Poblíž pohlavních orgánů má žlázu, ze které vylučuje pižmo, proto se jí přezdívá i pižmovka.

## Způsob života

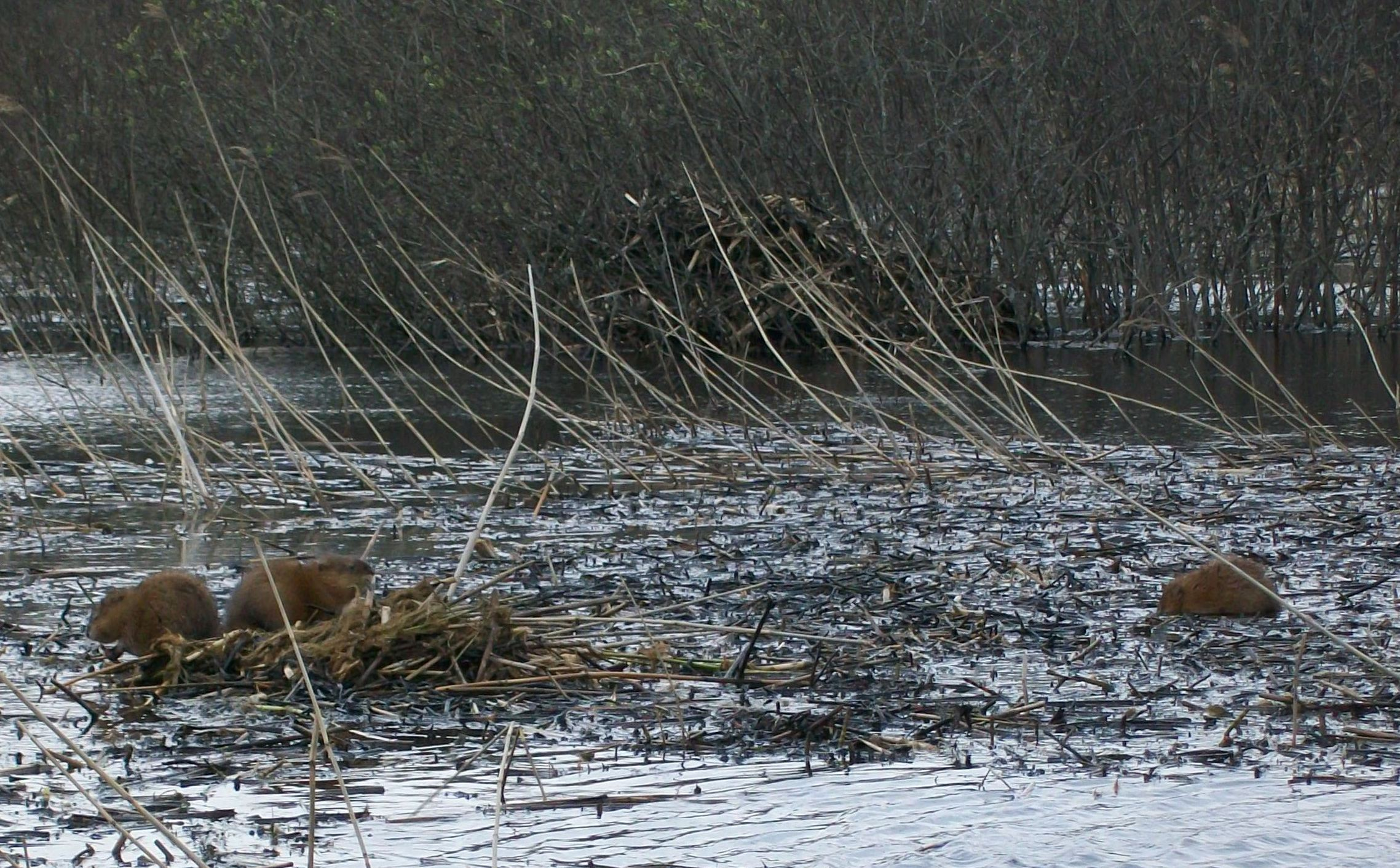

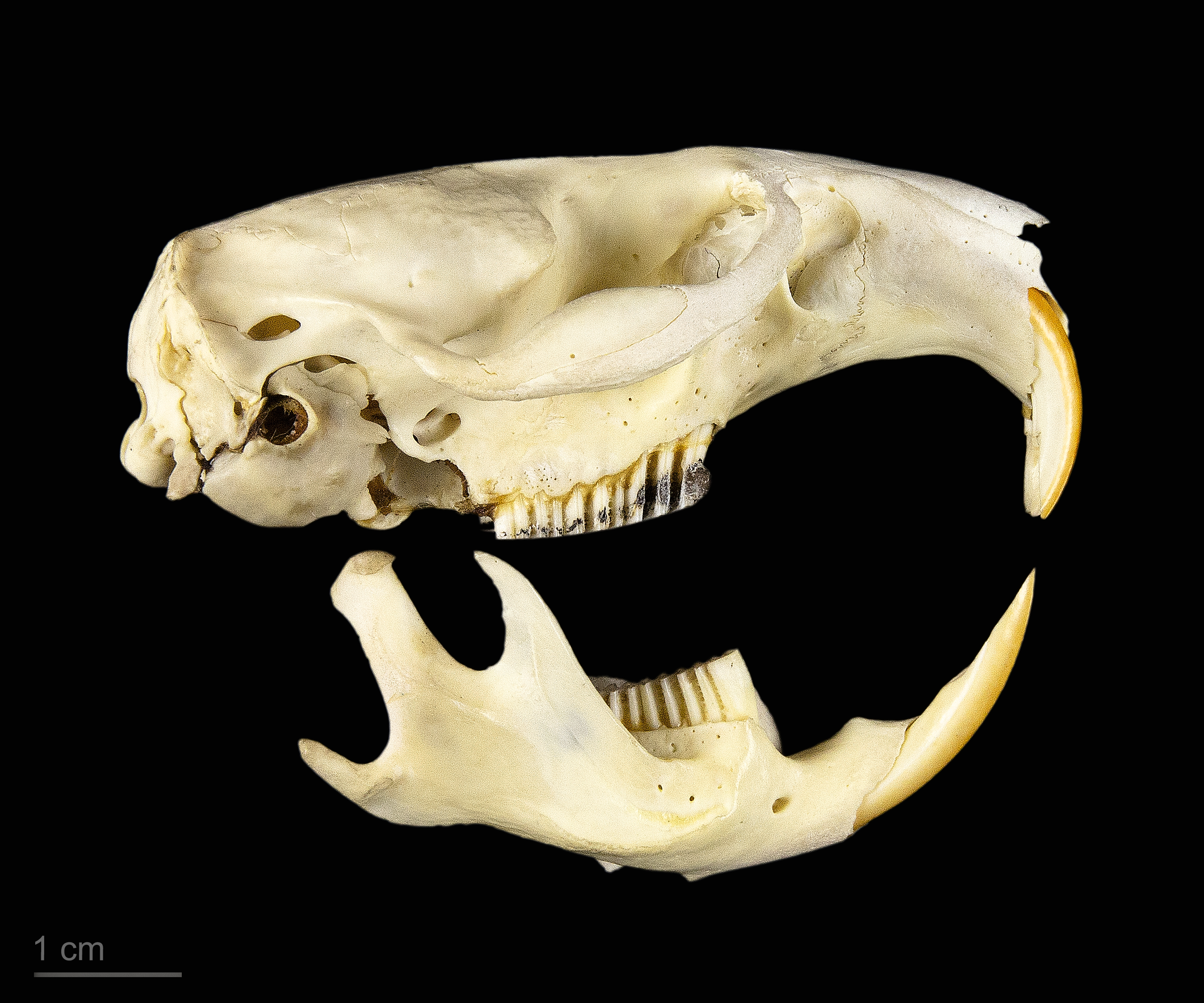
Lebka Ondatry pižmové

Staví si nory ve březích, kde vyvádí až čtyřikrát ročně kolem 5 až 14 mláďat. Velmi dobře plave a obratně se i potápí pod vodní hladinu, kde pátrá po potravě, kterou nejčastěji tvoří malé ryby, vodní rostliny nebo měkkýši, někdy i mrkev, jablka a ořechy.

## Zavlečení do Evropy a související potíže
Ondatru pižmovou dovezl ze Severní Ameriky do Evropy v roce 1905 český šlechtic, hrabě Josef Jeroným Colloredo-Mansfeld z rodu Colloredů (podle jiných zdrojů hrabě zakoupil několik párů u obchodníka se zvířaty). Ten ji vypustil na svém panství v Dobříši a několika dalších lokalitách, v důsledku čeho se tento rychle se množící savec takřka okamžitě rozmnožil a jako invazní druh posléze rozšířil na celé české území (kolem roku 1914), do celé Evropy a části Asie. Ondatry byly v Česku často loveny jako kožešinová zvířata a pro maso; později však bylo od těchto praktik upuštěno.
Při jejím zavlečení do Evropy se (stejně jako u nutrie říční, rovněž zavlečené z Ameriky, tentokrát ale z její jižní části) předpokládalo, že nenadálé rozšíření do volné přírody způsobí značné problémy. Tato obava se později nepotvrdila, a proto ondatra pižmová na většině míst Evropy (kromě Británie a Skandinávského poloostrova) v podstatě zdomácněla a stala se běžnou součástí našich mokřadních ekosystémů.. Při přemnožení mohou však ondatry způsobit škody na hrázích.